# Жемчужная улица (Сестрорецк)
Жемчу́жная у́лица — улица в городе Сестрорецке Курортного района Санкт-Петербурга. Проходит от Приозёрной улицы до Грибной улицы.
Названа 4 июля 2007 года по строившемуся здесь тогда жилому району «Жемчужина разлива».
При повороте на Жемчужную улицу с Приозёрной стоит шлагбаум. По данным комитета имущественных отношений, установка шлагбаума «согласована до окончания строительных работ в 11-м квартале либо до включения дорог 11-го квартала в перечень дорог общего пользования», он необходим «в целях обеспечения безопасности жителей».

## Перекрёстки
- Приозёрная улица
- Улица Всеволода Боброва
- Улица Александра Паншина
- Улица Николая Соколова
- Ягодная улица